# 交野の少将
『交野の少将』（かたののしょうしょう）は、平安時代に成立したと見られる日本の物語。『交野少将物語』とも呼ばれる。また、その主人公と目される架空の人物（モデルとなったと見られる実在の人物については後述）。作者は不詳。現存する写本はなく、逸書となっている。

## 概要
「交野」は河内国交野郡、現在の大阪府交野市・枚方市のこと。「交野少将」は右近衛少将・藤原季縄の通称で、楠葉（現在の大阪府枚方市）に別荘を所有していた季縄自身ないし季縄と交友があり、しばしば交野を訪れていた在原業平らの人物像を基にして、後世に創作された人物が「交野の少将」と見られる。
紫式部が『源氏物語』を執筆し、光源氏を登場させるまでは「交野の少将」が物語の美男子を意味する代名詞的な存在であったことが『落窪物語』や『枕草子』の記述より示唆される。また『風葉和歌集』に作中の和歌が採られており、その詞書から部分的に物語の筋書きを知ることが可能である。

## あらすじ
色好みで文才に長けた美男子として都で評判である交野の少将に郡司・宮道弥益（みやじのいやます）の娘が一目惚れする。交野の少将が鷹狩をした折、郡司の館に泊まり娘と一夜を共にする。しかし、恋多き男である交野の少将は娘が待てど暮らせど郡司の館を訪れることはなく、ただ月日が過ぎて行くことに絶望した娘は長淵と呼ばれる淵への身投げを決意する。娘は淵のそばを通りかかった鵜飼いの男に自分の着物の端を引きちぎり、鵜飼いが灯していた篝火の炭で着物の端に辞世の歌を書きつけ、着物の端を交野の少将に渡すよう鵜飼いの男に言い残して長淵へ身を投げた。